# Клине, Боштьян
Боштьян Кли́не (словен. Boštjan Kline; 9 марта 1991) — словенский горнолыжник. Призёр этапов Кубка мира. Наиболее успешно выступает в скоростных дисциплинах.

## Карьера
В международных стартах под эгидой FIS Боштьян Клине дебютировал в конце 2006 года. Спустя три года дебютировал в Кубке мира на этапе в Валь-д’Изере.
В 2010 году на молодёжном чемпионате мира завоевал бронзовую медаль в скоростном спуске, с через год на первенстве в Кран-Монтане выиграл обе скоростные дисциплины. Тогда же дебютировал на взрослом чемпионате мира, замкнув тридцатку сильнейших в супергиганте.
В сезоне 2015/16 Клине впервые смог подняться на подиум этапа мирового кубка. 30 января 2016 года он стал вторым в скоростном спуске в Гармиш-Партенкирхене. При этом он долгое время лидировал и уступил только норвежцу Омодту Кильде, для которого эта победа стала первой в карьере. В конце февраля словенец стал вторым в супергиганте на этапе в австрийском Хинтерштодере, при этом вновь уступив лишь Омодту Кильде.